# ماريشا ريمند لايونس
ماريشا ريمند لايونس (بالإنجليزية: Maricha Remond Lyons)‏ (ولدت 23 مايو 1848 - توفيت 28 يناير 1929) كانت مربية أمريكية، وقائدة مدنية، وأحد المنادين بمنح المرأة حق الاقتراع، وخطيبة عامة في مدينة نيويورك، وبروكلين، ولاية نيويورك. درَّست في المدارس العامَّة في بروكلين لحوالي 48 سنة، وكانت ثاني امرأة سوداء تشغل في نظامهم منصب مساعد مدير. وفي عام 1892، شاركت في تأسيس اتحاد الولاء للنساء في نيويورك وبروكلين، وهو إحدى أولى المنظمات المعنية بحقوق المرأة والعدالة العرقية في الولايات المتحدة. وكانت إحدى أولى إنجازات اتحاد الولاء للنساء هي المساعدة في تمويل عملية طباعة لائحة مناهضة للإعدام الغوغائي، «أهوال الجنوب: قوانين الإعدام الغوغائي في كافة مراحله» بقلم إيدا ويلز.

## النشأة
وُلِدت لايونس في شارع سنتر 144 في مدينة نيويورك، وهي الثالثة من بين خمسة أطفال من أب يدعى ألبرو لايونس الأكبر وأم تدعى ماري جويف لايونس (اسم عائلتها مارشال). تَخَرَّج والدها من أول مدرسة خاصة بالأفريقيين الأحرار في مانهاتن، نيويورك. كانت عائلة لايونس تقطن في مجتمع السود الأحرار في مدينة نيويورك وكانت نشطة في كنيسة القديس فيليب الخاصة بالأفريقيين الأحرار في حي فايف بوينتس. وكان والدا لايونس يديران فندق ومتجر تجهيزات خاصَّين بالبحَّارة اللذين كانا أيضًا بمثابة غطاء لنشاطات العائلة التي كانت تتم في خطوط السكك الحديدية السرية. كانت ماريشا متلهفة لطلب العلم، على الرغم من مرضها الشديد في أثناء طفولتها. وكتبت عن نفسها أنها قد نَمَّت «محبة الدرس من أجل الدرس». التحقت لايونس بمدرسة الملونين رقم 3 في مانهاتن، تحت إشراف جارلس ريزن، مربٍّ سابق في معهد الشباب المُلَوَّن.
تمَّ مهاجمة منزل لايونس الواقع في شارع فاندرواتر عدة مرات في أثناء قيام أعمال الشغب الناجمة عن التجنيد في مدينة نيويورك في يوليو عام 1863. كانت لايونس مراهقة في ذلك الوقت. تمكنت من الهرب مع عائلتها إلى مدينة سالم، ماساتشوستس، لفترة قصيرة قبل أن تعود إلى بروكلين. ونظراً للخطر المستمر، قام والداها بإرسال أطفالهما إلى مدينة بروفيدنس، رود آيلاند.
في عام 1865، تم رفض دخولها الثانوية الواقعة في بروفيدنس لأنها أمريكية من أصول أفريقية. إلا أن العائلة تمكنت بنجاح من مقاضاة ولاية رود آيلاند في حملة تم إطلاقها لوضع حد للمدارس المنفصلة. وفي عمر 16، أدلت بشهادتها أمام الهيئة التشريعية للولاية، «مدافعة عن فتح باب الفرص». أصبحت لايونس لاحقًا أول أمريكية من أصول أفريقية تتخرج من ثانوية بروفيدنس.

## المسيرة المهنية

### التدريس
بعد تخرجها من المدرسة الثانوية، عادت لايونس إلى نيويورك لتشغل منصبًا تدريسيًا في مدرسة الملونين رقم 1 في بروكلين، أول مدرسة خاصة بالأفريقيين الأحرار في حي فروت غرين في بروكلين. حيث كانت مدرسة الملونين رقم 1 أول مدرسة في بروكلين خاصة بالأمريكان من أصل أفريقي، افتتحت في موقع مساكن والت ويتمان الحالي، أحد أكبر مشاريع الإسكان في مدينة نيويورك.  استمرت مسيرة لايونس التدريسية حوالي 50 سنة. فقد كرَّست حياتها للتعليم الابتدائي وعندما أنهت مسيرتها المهنية كانت مساعدة المدير في المدرسة العامة رقم 83، أول مدرسة في بروكلين شاملة لكافة الأعراق.
كانت لايونس محاضِرة وخطيبة معروفة. وفازت ذات مرة بمناظرة ضد إيدا ويلز التي أُقيمت في اتحاد بروكلين الأدبي وكانت ويلز تنسب إلى لايونس الفضل في تطورها كخطيبة عامة.

## حياتها الشخصية
عاشت لايونس في بروكلين، مع شقيقها وعائلتها، حتى وفاتها.